# Stephen Armone
Stephen Armone, detto 14th Street Steve (Palermo, 1899 – New York, 1960), è stato un mafioso italiano naturalizzato statunitense affiliato alla famiglia Gambino di New York.
Gestiva attività di gioco d'azzardo nella zona del Lower Manhattan ed è stato coinvolto nella rete di traffico di eroina conosciuta come la French Connection. Era il fratello maggiore di Joseph "Joe Piney" Armone, caporegime della famiglia Gambino.

## Biografia
Stephen Armone nacque a Palermo, in Sicilia, e si trasferì negli Stati Uniti con la famiglia nel 1906, stabilendosi inizialmente nel quartiere del Queens, a New York. Crebbe tra la East 11th Street e la East 13th Street, nel Lower East Side di Manhattan, dove divenne un mafioso di spicco, noto con il soprannome di "14th Street Steve" (Steve della 14ª Strada). Di corporatura minuta, con capelli nero-grigi, Armone zoppicava a causa di una vecchia frattura all’anca. Il suo casellario giudiziario comprendeva accuse per aggressione con intento omicida, furto con scasso e violazioni delle leggi sul narcotraffico. Nell’ambito della famiglia Gambino, guidava le operazioni nel Lower East Side e gestiva un traffico internazionale di droga su larga scala.

## Carriera criminale
Dopo la fine del Proibizionismo, Armone iniziò a distribuire eroina e oppio per conto di Joseph "Joe the Blonde" Biondo, caporegime di quella che sarebbe diventata successivamente la famiglia Gambino. Nel 1938 fu arrestato dagli agenti federali antidroga per aver spedito 59 once di eroina a New York a bordo di un transatlantico italiano. Il 6 settembre 1944, fu incriminato con l’accusa di aver tentato di introdurre morfina e oppio negli Stati Uniti dalle Bahamas. La rete di contrabbando, composta da una flotta di piccole imbarcazioni, aveva iniziato le attività nel 1940 ma si era interrotta nel 1941 a causa della Seconda Guerra Mondiale. Durante il conflitto, vista la difficoltà di importare eroina dall’estero, Armone e il socio Eugene Tramaglino iniziarono ad acquistare oppio dal Messico, trasportandolo in California e poi a New York, dove veniva trasformato in eroina.
Nel 1957, Armone avrebbe partecipato all’assassinio del boss della famiglia, Albert Anastasia. Il sottocapo Carlo Gambino e il caporegime della famiglia Luciano, Vito Genovese, stavano pianificando di prendere il controllo delle rispettive organizzazioni. Joseph Biondo incaricò Armone di guidare il commando, composto dai trafficanti Stephen Grammauta e Arnold Wittenburg. Il 25 ottobre 1957, il gruppo tese un’imboscata ad Anastasia in una barberia di un hotel a Manhattan: mentre la vittima era sulla poltrona per una rasatura e un taglio, le sue guardie del corpo scomparvero misteriosamente e gli assalitori fecero irruzione, uccidendolo a colpi d’arma da fuoco.

## Morte
Armone morì nel 1960. Alla sua morte, il fratello minore Joseph "Joe Piney" Armone ne raccolse l’eredità, assumendo il controllo delle operazioni di narcotraffico della famiglia Gambino.